# Dibolia borealis
Dibolia borealis är en skalbaggsart som beskrevs av Chevrolat in Guérin-Méneville 1834. Dibolia borealis ingår i släktet Dibolia och familjen bladbaggar. Inga underarter finns listade i Catalogue of Life.